# Ulf Fredriksson
Ulf Torbjörn Fredriksson, född 12 oktober 1942 i Helsingborgs Gustav Adolfs församling i Malmöhus län, är en svensk militär.

## Biografi
Fredriksson avlade officersexamen vid Krigsskolan 1965 och utnämndes samma år till fänrik vid Hallands regemente, där han befordrades till löjtnant 1967 och till kapten 1972. Han tjänstgjorde i FN:s fredsbevarande styrkor i Cypern 1970, gick Fortifikationskursen vid Militärhögskolan 1974, gick Tekniska kursen för fortifikation på Armélinjen vid Militärhögskolan 1974–1976, befordrades till major i Fortifikationskåren 1976, var chef för Utrednings- och planeringsavdelningen vid Gotlands militärkommando 1976–1978, var generalstabsofficer i Organisationsavdelningen i Försvarsstaben 1979–1982, tjänstgjorde i Personal- och planeringsavdelningen 1982–1984 och befordrades till överstelöjtnant i Fortifikationskåren 1983. Fortifikationskåren upplöstes 1990, varvid denna kårs personal fördelades på försvarsmaktens olika förband.[källa behövs] Fredriksson utnämndes till överste i kustartilleriet 1990, varefter han var chef för Kommunikations- och fältarbetssektionen vid staben i Mellersta militärområdet 1990–1999, var miljöprojektledare i Grundorganisationsledningen vid Högkvarteret 1999–2000 och stod till förfogande för Försvarsmiljö Baltikum vid Högkvarteret 2000–2002.